# In Love We Trust
In Love We Trust (chinesisch 左右, Pinyin Zǔoyòu) ist ein chinesischer Spielfilm aus dem Jahre 2007.

## Handlung
Mei Zhu lebt mit ihrer Tochter Hehe und ihrem neuen Lebensgefährten Lao Xie in einer kleinen Wohnung in einer Hochhaussiedlung. Sie arbeitet als Wohnungsmaklerin. Ihre kleine Tochter Hehe ist krank. Im Krankenhaus wird Leukämie diagnostiziert. Sie informiert darüber auch den Vater der kleinen Hehe, Xiao Lu. Eine Chemo-Therapie schlägt nicht an. Die einzige Chance für das kleine Mädchen ist eine Knochenmarktransplantation. Mutter Mei Zhu und Vater Xiao Lu kommen als erste Spender in Frage, doch ein Test zeigt, dass ihre Werte nicht mit Hehe übereinstimmen. Die Ärzte erklären Mei Zhu, dass womöglich ein Geschwister Hehe retten könnte, aber die Ein-Kind-Politik verhindere, dass wie auch im Fall Hehe überhaupt Geschwister vorhanden seien. Mei Zhu kommt zu der Entscheidung, dass sie ein weiteres Kind von Xiao Lu haben möchte, um Hehe das Leben zu retten. Eine schwere Entscheidung für die beiden Eltern, da Mei Zhu glücklich mit dem einfachen Lao Xie lebt, der sich wie ein Vater zu Hehe verhält und von dem Mädchen als Vater anerkannt ist. Auch Xiao Lu ist glücklich mit der Stewardess Dong Fan verheiratet. Dong Fan wünscht sich selbst seit geraumer Zeit ein Kind von Xiao Lu und nun soll dessen Ex-Frau eher wieder Mutter von ihm werden als sie selbst. Dies führt zur Krise in dieser Beziehung. Als Dong Fan jedoch Hehe kennenlernt, gibt sie ihrem Ehemann die Erlaubnis als Samenspender für Mei Zhu zur Verfügung zu stehen.
Die künstliche Befruchtung schlägt jedoch fehl. Mei Zhu lässt dennoch nicht davon ab, ein Kind von Xiao Lu zu bekommen. Die einzige Chance sei, Befruchtung auf natürliche Weise zu erreichen. Mei Zhu will ihren Partner nicht darüber informieren und auch Xiao Lu solle dies unterlassen. So würden ihre Beziehungen nicht unnötig belastet und Hehe könne dennoch gerettet werden. Doch Xiao Lu kann nicht mit der Lüge gegenüber Dong Fan leben. Als er es ihr jedoch erzählt, verlässt ihn Dong Fan. Mei Zhu organisiert ein Treffen mit Xiao Lu in einer monatelang nicht vermieteten Wohnung und schläft mit Xiao Lu. Sie hat jedoch die Tasten ihres Handys in ihrer Handtasche nicht festgestellt und unbeabsichtigt wird ihr Partner Lao Xie angerufen. Am Telefon hört er die Geschehnisse in der Wohnung mit und erkennt schnell, was dort gerade vor sich geht. Als Mei Zhu wieder nach Haus zurückkehrt, erklärt ihr Lao Xie, dass er bereit sei, mit ihr weiter zusammenzuleben, sollte sie das zu gebärende Kind als seines ausgeben. Auch Xiao Lu wird von Dong Fan zu Hause überrascht. Auf einem Flug gab es technische Probleme und sie sei einem Flugabsturz knapp entgangen. Den Tod vor Augen war ihr erster Gedanke an das kleine Mädchen Hehe. Auch sie willigt nun ein.

## Kritiken
„Dieser unauffällige, in tristen Farben gehaltene Film mit für chinesische Verhältnisse ungewohnter Offenheit. Die akribische Beobachtung von Gefühlsvorgängen, das langsame Erzählen, das Verharren auf Gesichtern, das manchmal quälende Ausloten von Situationen rückt Wangs bemerkenswerten Film nahe ans europäische Kino.“

„Das ist eindringlich und anrührend in Szene gesetzt. Um sich moralisch zu verhalten, muss man geltende Moral außer Kraft setzen. Wie weit darf man sein Leben und das seiner Lieben makeln? Geht das Leben der Tochter über alles andere? Verletzung überall. Die Liebesszenen eher zu züchtig als zu freigiebig. Die Gefühle liegen blank, nicht die Organe. Keine Seifenoper, sondern echtes Drama. Gut, wirklich gut.“

## Auszeichnungen
Der Film nahm am Wettbewerb der Berlinale 2008 teil. Regisseur und Drehbuchautor Wang Xiaoshuai wurde für sein Drehbuch mit dem Silbernen Bären ausgezeichnet. Es ist nach Beijing Bicycle sein zweiter Silberner Bär.